# Ciclismo ai Giochi della XXXIII Olimpiade - Omnium maschile
Le gare di omnium maschile dei Giochi della XXXIII Olimpiade si sono disputate l'8 agosto al Velodromo di Saint-Quentin-en-Yvelines, in Francia. 
La competizione ha visto la partecipazione di 22 atleti di altrettante nazioni. La medaglia d'oro è stata vinta dal francese Benjamin Thomas.

## Programma
Tutti gli orari sono UTC+2
| Data          | Ora (UTC+9) | Turno                 |
| ------------- | ----------- | --------------------- |
| 8 agosto 2024 | 17:00       | Scratch               |
| 8 agosto 2024 | 17:38       | Corsa a tempo         |
| 8 agosto 2024 | 18:25       | Corsa ad eliminazione |
| 8 agosto 2024 | 19:27       | Corsa a punti         |

## Regolamento
L'Omnium è una competizione individuale composta da quattro differenti prove: 
- lo scratch di 10 km (40 giri)
- la corsa tempo di 10 km (40 giri). Dopo i primi 5 giri, il vincitore di ogni giro guadagna un punto, ogni giro guadagnato, il ciclista guadagna 20 punti.
- la corsa a eliminazione. Ogni 2 giri, l'ultimo ciclista viene eliminato.
- la corsa a punti di 25 km (100 giri). Ogni 10 giri avviene uno sprint, i primi 4 ciclisti guadagnano (5/3/2/1), ogni giro che un ciclista guadagna sul gruppo guadagna 20 punti. Lo sprint finale porta il doppio dei punti.

La classifica finale viene stilata in base ai punti ottenuti dai ciclisti in ciascuna prova, al subtotale definito dalle prime tre prove vengono sommati i punti ottenuti nella corsa a punti conclusiva.
I ciclisti iscritti alla gara di omnium devono prendere parte a tutte le quattro prove, pena l'eliminazione dalla gara. Qualora un ciclista non completi una delle prove, gli vengono dedotti 40 punti. In caso di parità nel punteggio finale, è il miglior piazzamento nello sprint finale della corsa a punti a stabilire il vincitore.

## Risultati[2]
| Atleta                | Nazione       | Scratch race | Scratch race | Corsa a tempo | Corsa a tempo | Corsa a eliminazione | Corsa a eliminazione | Corsa a punti | Corsa a punti | Punti totali | Classifica |
| Atleta                | Nazione       | Posizione    | Punti        | Posizione     | Punti         | Posizione            | Punti                | Punti         | Posizione     | Punti totali | Classifica |
| --------------------- | ------------- | ------------ | ------------ | ------------- | ------------- | -------------------- | -------------------- | ------------- | ------------- | ------------ | ---------- |
| Benjamin Thomas       | Francia       | 1°           | 40           | 11°           | 20            | 3°                   | 36                   | 66            | 1°            | 164          |            |
| Iúri Leitão           | Portogallo    | 7°           | 28           | 2°            | 38            | 7°                   | 28                   | 59            | 2°            | 153          |            |
| Fabio Van den Bossche | Belgio        | 3°           | 36           | 1°            | 40            | 6°                   | 30                   | 25            | 6°            | 131          |            |
| Albert Torres         | Spagna        | 8°           | 26           | 7°            | 28            | 13°                  | 16                   | 57            | 3°            | 127          | 4°         |
| Aaron Gate            | Nuova Zelanda | 9°           | 24           | 8°            | 26            | 11°                  | 20                   | 53            | 4°            | 123          | 5°         |
| Kazushige Kuboki      | Giappone      | 5°           | 32           | 15°           | 12            | 10°                  | 22                   | 47            | 5°            | 113          | 6°         |
| Tim Torn Teutenberg   | Germania      | 10°          | 22           | 3°            | 36            | 4°                   | 34                   | 4             | 12°           | 98           | 7°         |
| Ethan Hayter          | Gran Bretagna | 6°           | 30           | 12°           | 18            | 1°                   | 40                   | 9             | 9°            | 97           | 8°         |
| Elia Viviani          | Italia        | 12°          | 18           | 10°           | 22            | 2°                   | 38                   | 23            | 8°            | 97           | 9°         |
| Niklas Larsen         | Danimarca     | 2°           | 38           | 6°            | 30            | 16°                  | 10                   | 6             | 10°           | 84           | 10°        |
| Alex Vogel            | Svizzera      | 11°          | 20           | 4°            | 34            | 17°                  | 8                    | 0             | 18°           | 62           | 11°        |
| Jan Voneš             | Rep. Ceca     | 17°          | 8            | 5°            | 32            | 14°                  | 14                   | 2             | 13°           | 56           | 12°        |
| Tim Wafler            | Austria       | 13°          | 16           | 16°           | 10            | 19°                  | 4                    | 25            | 7°            | 55           | 13°        |
| Sam Welsford          | Australia     | 14°          | 14           | 18°           | 6             | 5°                   | 32                   | 0             | 17°           | 52           | 14°        |
| Jan-Willem van Schip  | Paesi Bassi   | 4°           | 34           | 13°           | 16            | 21°                  | 1                    | 0             | 15°           | 51           | 15°        |
| Grant Koontz          | Stati Uniti   | 15°          | 12           | 9°            | 24            | 18°                  | 6                    | 0             | 14°           | 42           | 16°        |
| Fernando Gaviria      | Colombia      | 20°          | 2            | 14°           | 14            | 8°                   | 26                   | 0             | 16°           | 42           | 17°        |
| Alan Banaszek         | Polonia       | 19°          | 4            | 17°           | 8             | 9°                   | 24                   | 5             | 11°           | 41           | 18°        |
| Dylan Bibic           | Canada        | 16°          | 10           | 21°           | 1             | 12°                  | 18                   | 0             | 19°           | 29           | 19°        |
| Bernard Van Aert      | Indonesia     | 18°          | 6            | 20°           | 2             | 22°                  | 1                    | -40           | 20°           | -31          | 20°        |
| Ricardo Peña          | Messico       | 21°          | 1            | 19°           | 4             | 20°                  | 2                    | -40           | 21°           | -33          | 21°        |
| Youssef Abouelhassan  | Egitto        | 22°          | -39          | 22°           | 1             | 15°                  | 12                   | -40           | 22°           | -66          | 22°        |